# Amblyomma americanum
Amblyomma americanum (лат.) — вид клещей из семейства иксодовых (Ixodidae). Взрослые стадии паразитируют на млекопитающих крупного и среднего размера; нимф также обнаруживают на некоторых видах птиц, изредка — на мелких млекопитающих. Один из основных хозяев — белохвостый олень (Odocoileus virginianus). Приурочены к лесистой местности, в особенности — к молодым лесам с густым подлеском. На территории США вид распространён от Атлантического побережья на востоке до Техаса и Айовы на западе, в Мексике в северо-восточных штатах — Коауила, Нуэво-Леон, Тамаулипас.
Клещи данного вида — переносчики ряда опасных заболеваний человека, таких как боррелиоз, риккетсиоз, туляремия, эрлихиоз. Попадающая в кровь при укусе слюна клеща содержит нейротоксины и способна вызвать клещевой паралич. Описаны случаи развития у укушенных Amblyomma americanum людей аллергии на красное мясо. Эта аллергия развивается через 2-3 месяца после укуса, она обусловлена присутствием углевода альфа-гал в говядине, свинине и другом мясе млекопитающих (но не мясе птицы и рыбы), укушенный человек заболевает этой болезнью в результате реакции его организма на присутствие альфа-гала в слюне клеща.
Ветеринарный препарат для лечения: флураланер.